# Phyllophaga schneblei
Phyllophaga schneblei är en skalbaggsart som beskrevs av Frey 1975. Phyllophaga schneblei ingår i släktet Phyllophaga och familjen Melolonthidae. Inga underarter finns listade i Catalogue of Life.